# سرمایه‌گذاری
سرمایه‌گذاری به معنی اختصاص دادن پول برای چیزی با انتظار سود (حسابداری) و منافع از آن در آینده است. به‌طور دقیق‌تر سرمایه‌گذاری تعهد پول یا سرمایه برای خرید وسایل یا دارایی‌های دیگر، به منظور به دست آوردن منافع از آن است. در علم اقتصاد، سرمایه‌گذاری یعنی خرید کالایی که اکنون مصرف نمی‌شود اما در آینده فرد به آن نیاز پیدا خواهد کرد و آن کالا برای او سودآور خواهد بود. در علم مالی، سرمایه‌گذاری به این معنی است که فرد یک دارایی مالی نظیر سهام را می‌خرد و پیش‌بینی می‌کند که آن دارایی مالی در آینده سودآور خواهد بود و قیمتش افزایش خواهد یافت، لذا با فروش به قیمت بالاتر سود به دست خواهد آورد.
سرمایه‌گذاری در بسیاری ناحیه‌های اقتصادی مثل حوزهٔ مدیریت کسب‌وکار یا دارایی و مالیه اعم از خانواده‌ها، بنگاه‌ها یا دولت‌ها مورد بحث قرار می‌گیرد. یک سرمایه‌گذاری شامل انتخاب توسط یک شخص یا یک سازمان مثل پانسیون سرمایه حقوق بازنشستگی، بعد از تجزیه و تحلیل یا اندیشه برای گذاشتن یا قرض دادن پول در یک چرخه، وسیله یا دارایی مثل مال، کالا، ذخیره، اوراق قرضه، مشتقات مالی (برای نمونه آتیه‌ها و پلتفرم های مطمئن )، یا دارائی خارجی نام‌گذاری شده در پول خارجی، که سطحی از ریسک معین می‌کند و امکان برگشتهای تولید را در یک دوره از زمان فراهم می‌کند. سرمایه‌گذاری که کاملاً تحلیل شده نباشدمی تواند ریسک آن زیاد باشد نسبت به سرمایه‌گذاری مالک زیرا امکان خسارت در حدود کنترل مالک نیست. تفاوت بین سفته بازی و سرمایه‌گذاری می‌تواند دقیق و باریک باشد. آن وابسته به سرمایه‌گذاری است که مالک به آن فکر می‌کند خواه هدف قرض منابع به شخص دیگر برای هدف اقتصادی است یا نه.
در موردی از سرمایه‌گذاری به جای ذخیره کالای تولید شده یا معادل شده پول آن، سرمایه‌گذار انتخاب می‌کند به منظور استفاده آن کالا، تولید کند یک کالای بادوام برای مصرف‌کننده یا تولیدکننده، یا با قرض دادن کالای ذخیره شده اصلی به دیگری در مبادله برای بهره یا یک سهم از سود، سرمایه‌گذاری در بورس می‌باشد.

### ریسک در سرمایه‌گذاری
هیچ‌یک از انواع سرمایه‌گذاری به‌طور کامل عاری از ریسک نیستند. حتی سرمایه‌گذاری‌هایی که به‌طور سنتی کم‌ریسک تلقی می‌شوند، مانند سپرده‌گذاری در بانک‌ها یا خرید اوراق قرضه دولتی، نیز می‌توانند در معرض عواملی مانند تورم، تغییر نرخ بهره، یا نکول (عدم پرداخت بدهی توسط ناشر) قرار گیرند.
در علوم مالی، ریسک به معنای احتمال تفاوت میان بازده واقعی و بازده مورد انتظار یک سرمایه‌گذاری است. این انحراف می‌تواند مثبت (یعنی بازدهی بیشتر از انتظار) یا منفی باشد، اما در ارزیابی‌های معمول مالی، تمرکز عمدتاً بر احتمال زیان است.
==== انواع ریسک‌های سرمایه‌گذاری ==== ریسک‌های سرمایه‌گذاری انواع مختلفی دارند که مهم‌ترین آن‌ها عبارت‌اند از:
ریسک بازار: ناشی از نوسانات کلی بازار است و می‌تواند به دلیل تغییرات در نرخ بهره، قیمت کالاها، یا عوامل سیاسی و اقتصادی رخ دهد.
ریسک اعتباری (نکول): احتمال ناتوانی ناشر اوراق بدهی در بازپرداخت اصل یا سود سرمایه‌گذاری.
ریسک نقدشوندگی: احتمال دشواری در فروش دارایی بدون کاهش قابل‌توجه قیمت.
ریسک تورم: کاهش قدرت خرید ناشی از افزایش سطح عمومی قیمت‌ها که ممکن است ارزش واقعی بازده سرمایه‌گذاری را کاهش دهد.
ریسک ارزی: مربوط به سرمایه‌گذاری‌هایی است که به ارزهای خارجی انجام می‌شود و ممکن است به دلیل نوسانات نرخ ارز دچار زیان شوند.
==== مدیریت ریسک ==== برای مدیریت ریسک، سرمایه‌گذاران و تحلیل‌گران مالی از روش‌های متنوعی استفاده می‌کنند:
تنوع‌بخشی (Diversification): پخش سرمایه در میان دارایی‌ها و ابزارهای مختلف به‌منظور کاهش اثر منفی عملکرد ضعیف یک دارایی خاص.
تحلیل ریسک و بازده: استفاده از ابزارهایی مانند مدل‌های مالی (مثل مدل CAPM یا مدل میانگین-واریانس) برای سنجش نسبت بازده به ریسک.
استفاده از ابزارهای پوشش ریسک (Hedging): مانند قراردادهای آتی یا اختیار معامله برای کاهش اثر نوسانات بازار.
تنظیم افق زمانی سرمایه‌گذاری: انتخاب مدت‌زمان مناسب بر اساس نوع دارایی و نوسانات مورد انتظار.
در نهایت، تصمیم‌گیری آگاهانه مستلزم شناخت دقیق ریسک‌ها و تطبیق آن‌ها با اهداف و ویژگی‌های شخصی سرمایه‌گذار است.
منابع:
Bodie, Z., Kane, A., & Marcus, A. J. (2014). Investments. McGraw-Hill Education.
Hull, J. C. (2018). Risk Management and Financial Institutions. Wiley.
Sharpe, W. F., Alexander, G. J., & Bailey, J. V. (1999). Investments. Prentice Hall.

## در علم اقتصاد یا اقتصاد کلان
در تئوری اقتصاد یا در اقتصاد کلان، سرمایه‌گذاری مقدار خریداری شده از کالاها در واحد زمان است که مصرف نمی‌شوند اما برای تولید در آینده استفاده می‌شوند برای نمونه شامل راه‌آهن یا ساختمان کارخانه. سرمایه‌گذاری در سرمایه انسانی شامل هزینه‌های آموزش بیشتر یا تمرین روی کار است. صورت برداشتن از سرمایه‌گذاری به گردآوری صورت موجودی از کالاها برمی گردد که می‌تواند مثبت یا منفی باشد، و می‌تواند متمایل یا غیر متمایل باشد. در اندازه‌گیری درآمد ملی و ستانده، سرمایه‌گذاری ناخالص (معرفی شده به‌وسیلهٔ variable I) یک جزء از تولید ناخالص ملی (GDP) است، که در فرمول GDP = C + I + G + NX مشخص شده که در آن C مصرف، G مخارج دولت و NX صادرات خالص است؛ بنابراین سرمایه‌گذاری عبارت است از هرچیزی که باقی می‌ماند از مخارج کل بعد از تفریق مصرف، مخارج دولت و صادرات خالص (I = GDP - C - G - NX).
سرمایه‌گذاری ثابت شده غیر مسکونی (مثل کارخانه‌های جدید) و سرمایه‌گذاری مسکونی (خانه‌های جدید) ترکیب می‌شوند با صورت موجودی سرمایه‌گذاری به منظور ساختن. سرمایه‌گذاری خالص کاهش استهلاک از سرمایه‌گذاری ناخالص است. سرمایه‌گذاری ثابت شده خالص ارزش افزایش خالص در ذخیره سرمایه هر سال است.
در سرمایه‌گذاری ثابت شده، مخارج درطی یک مدت از زمان (هر سال) سرمایه نیست. بعد زمانی سرمایه‌گذاری از آن یک جریان می‌سازد. در مقایسه، سرمایه یک ذخیره است که از جمع کردن سرمایه‌گذاری خالص در یک نقطه از زمان (مثلاً ۳۱ دسامبر) به‌دست می‌آید.
سرمایه‌گذاری اغلب مدل نقاشی شده‌ای به صورت یک تابع از درآمد و نرخ‌های بهره است، توسط رابطه (I = f(Y, r. مشخص شده. یک افزایش در درآمد تشویق می‌کند به سرمایه‌گذاری بیشتر، را در حالی که یک نرخ بهره بالاتر ممکن تشویق نکند سرمایه‌گذاری به‌طوری‌که آن گران‌تر می‌شود با قرض کردن پول. حتی اگر یک بنگاه برای استفاده کردن سرمایه‌های خودش در یک سرمایه‌گذاری انتخاب کند، نرخ بهره یک هزینه فرصت از برای به کار انداختن این سرمایه‌ها به جای قرض بیرونی مقداری از پول برای آینده معرفی می‌کند.

## سرمایه‌گذاری وابسته به تجارت از یک بنگاه-اداره کسب وکار
تصمیم به انجام سرمایه‌گذاری (همچنین دانستن اندازه بودجه سرمایه) یکی از تصمیمات اساسی در حوزه کسب وکار است: مدیران تعیین می‌کنند ارزش سرمایه‌گذاری دارائی‌هایی که یک واحد کسب وکار در حدود کنترل یا تصرفش تعهد می‌کند. این دارائی ممکن فیزیکی باشد (مثل ساختمان‌ها یا ماشین آلات)، لمس ناپذیر و نامحسوس (مثل حق ثبت اختراع، نرم‌افزار، سرقفلی) یا مالی (می‌بینید در زیر). دارائی‌ها استفاده می‌شوند برای تولید جاری درآمدی که اغلب با هزینه‌های یا جریان‌های ویژه همراه شده. مدیر باید معین کند ارزش حال خالص سرمایه‌گذاری را به منظور تعهد استفاده مثبت هزینه از سرمایه حاشیه‌ای که با ناحیه ویژه از کسب وکار همراه شده.
دراصطلاح دارائی، مالی اغلب سهام قرضه فروش رفتنی مثل ذخیره یک شرکت (یک سرمایه‌گذاری منصفانه) یا اوراق قرقه (یک بدهی سرمایه‌گذاری) وجود دارد. گاهی هدف از سرمایه‌گذاری تولید جریان‌های نقدی آینده است در صورتی که به طرف دیگر هدف از منفعت ممکن دسترسی به دارائی بیشتر به‌وسیله نظارت کردن یا تأثیر روی عملکرد یک شرکت دوم باشد (سرمایه).
بنگاه‌های کسب وکار یا سازمان‌ها سرمایه‌های سرمایه‌گذاران را در قالب انصاف‌ها و بدهی‌ها (جمعاً معروف به ساختار) بالا می‌برند و بیشتر آن را به کار می‌اندازد در طرح‌های سرمایه‌گذاری متنوع توسط به دقت آنالیز کردن عملکردهای درست برای تلاقی بیرونی تعهداتشان مربوط به خرید از دارائی‌هایی که سودهای بلند مدت برای آن‌ها فراهم می‌آورند.

## در دارائی
در دارائی، تعهد سرمایه‌ها به وسیلهٔ خرید سهام قرضه یا موارد پولی دیگر یا دارائی‌های کاغذی (مالی) در بازارهای پولی یا بازارهای سرمایه‌ای یا در دارائی‌های واقعی قابل تغییر منصفانه مثل طلا یا کلکسیون است. ارزیابی روشی است برای تشخیص اینکه یک پتانسیل سرمایه‌گذاری برابر با قیمت آن است. عملکردهای سرمایه‌گذاری طیف عملکرد ریسک را دنبال می‌کنند.
نوعی از سرمایه‌گذاری‌های مالی سهم‌ها، سرمایه‌گذاری منصفانه دیگر، و اوراق قرضه، شامل اوراق قرضه نام‌گذاری شده در پولهای رایج خارجی) شامل می‌شود. این دارائی‌های مالی هستند پس انتظار داریم درآمد یا جریان‌های نقدی مثبت آینده را فراهم آورند و ممکن است با افزایش یا کاهش در ارزش بازده سرمایه‌گذار سودببرد یا ضرر کند.
تجارت در خواسته‌های ممکن یا سهام قرضه مشتق جریان‌های نقدی انتظار داشته مثبت آینده را در برندارد، و بنابراین دارائی‌های بررسی نشده یا اگر بخواهیم دقیق شویم، سهام قرضه یا سرمایه‌گذاری‌ها را. با این وجود، از وقتی که جریان‌های نقدی آن‌ها به‌طور نزدیک وابسته شدن (یا هدایت شدن) آن سهام قرضه ویژه، آن‌ها اغلب در مورد سرمایه‌گذاری‌ها مطالعه می‌کنند یا بحث می‌کنند.
سرمایه‌گذاری اغلب به‌طور غیرمستقیم از میان واسطه‌ها، مثل بانکها، سرمایه‌های متقابل، سرمایه‌های بازنشستگی، شرکت‌های بیمه، طرح سرمایه‌گذاری جامع وسرمایه‌گذاری ساخته می‌شوند. اگرچه جزئیات شیوه‌ای و قانونی آن‌ها فرق دارد. یک واسطه عمومی می‌گوید که یک سرمایه‌گذاری استفاده از پول افراد زیادی است. هر کدام از آن‌ها یک ادعا علیه واسطه را تحمل کردند.
در دارائی شخصی، پول استفاده شده به منظور خرید سهم‌ها، گذاشتن درطرح سرمایه‌گذاری جامع یا استفاده شده به منظور خرید هر دارائی که یک رکن از خطر سرمایه فرض شده یک سرمایه‌گذاری است. پس‌اندازدر دارائی شخصی به پول کنار گذاشتن، به‌طور نرمال دریک اساس قانونی برمی گردد. این فرق مهم است، به‌طوری‌که ریسک سرمایه‌گذاری می‌تواند باعث ضرر سرمایه شود وقتی که یک سرمایه‌گذاری فروخته می‌شود، برخلاف پس‌اندازکه بیشتر محدود می‌شود. ریسک کاهش ارزش پول ناشی از تورم است.
در بسیاری نمونه‌ها دوره پس‌انداز وسرمایه‌گذاری استفاده شده قابل مبادله هستند، که این فرق را با هم اشتباه کردند. برای نمونه بسیاری حسابهای سپرده مثل حساب‌های سرمایه‌گذاری به وسیلهٔ بانک‌ها برای هدف‌های بازاری طبقه‌بندی شده‌اند:اگر آن نقدی باشدپس آن پس‌انداز است، اگر ارزش آن نوسان پیدا کند پس آن سرمایه‌گذاری است.

## دارایی واقعی وسیله‌ای برای سرمایه‌گذاری
در دارایی واقعی پول سرمایه‌گذاری شده به منظور خرید دارایی برای هدف نگهداری، فروش یا اجاره برای درآمد استفاده شده ویک اصل از خطر سرمایه‌است. سرمایه گذاری فقط روی دارایی نیست و سرمایه گذاری روی تربیت فرزندان، تجربه های زیبا ساختن با خانواده و ... نیز سرمایه گذاری حساب می شوند.

### دارایی واقعی مسکونی
سرمایه‌گذاری در دارائی واقعی مسکونی فرم رایج‌تر دارائی واقعی است سرمایه‌گذاری به وسیله تعدادی از شریک‌ها اندازه‌گیری شده زیرا آن شامل دارائی خریداری شده به منظور مسکن است. در حالتهای زیادی خریدار قیمت خرید کاملی برای یک دارائی ندارد و باید یک وام دهنده مثل بانک، شرکت دارائی یا وام دهنده خصوصی استخدام کند. افراد کشورهای مختلف سطوح قرض نرمال دارند اما معمولاً آن‌ها در دامنه ۹۰–۷۰ درصد از قیمت خرید افت می‌کنند. در مقابل نوعی دیگر از دارائی واقعی، دارائی واقعی مسکونی حداقل خطر را دارد.

### دارایی واقعی تجاری
دارائی واقعی تجاری شامل آپارتمان خانوادگی، ساختمان اداره، مدت خرده فروشی، هتل‌ها و متل‌ها، انبارها و دارایی‌های تجاری دیگر است. در نتیجه ریسک بالاتر از دارائی واقعی تجاری، نسبت ارزش قرض اجازه داده شده به بانک‌ها و وام دهنده‌های دیگر پایین‌تر است و اغلب در دامنه ۷۰–۵۰ درصد افت می‌کنند.

## متنوع‌سازی (دارایی)
در دارائی، متنوع‌سازی به معنی کاهش ریسک به وسیله سرمایه در دارائی‌های متنوع است. اگر ارزش دارائی در انجام دادن هم‌زمان به بالا یا پایین انتقال پیدا کند، یک وزارت متنوع شده ریسک کمتر از ریسک دارائی‌های وزن داده شدهٔ تشکیل دهنده آن دارد، و اغلب ریسک کمتر از حداقل خطر تشکیل دهنده آن است؛ بنابراین، هر سرمایه‌گذار ریسک گریز تاحدی به سمت حداقل تنوع دارد، با سرمایه‌گذاران ریسک‌گریز بیشتر تنوع کاملاً بیشتر است از سرمایه‌گذاران ریسک گریز کمتر.
متنوع‌سازی یکی از دو تکنیک عمومی برای کاهش ریسک سرمایه‌گذاری است. دیگری دفاع کردن است.
آن مهم به یادآوری است که با متنوع‌سازی تنها کارها برای سرمایه‌گذاری دارائی هر فرد کاهش می‌یابد. اگر شخصی شروع کند با۱۰۰۰۰ دلار در یک ذخیره و سپس ۱۰۰۰۰ دلار درذخیره دیگر بگذارد، آن‌ها ریسک بیشتر دارند نه کمتر. تنوع فروش۵۰۰۰ دلار از اولین سرمایه به منظور گذاشته شدن در دوم لازم است. پس ریسک کمتر وجوددارد. دفاع، به وسیلهٔ مقایسه، کاهش ریسک بدون فروش هر شغل اصلی.
کاهش ریسک توسط تنوع‌سازی معنی نمی‌دهد کس دیگری ریسک بیشتر دارد. اگر شخص A ۱۰۰۰۰ دلار از یک ذخیره و شخص B ۱۰۰۰۰ دلار از دیگری، هردو شخص Aو Bریسک آن‌ها کاهش می‌یابد اگر آن‌ها ۵۰۰۰ دلار از دو ذخیره را مبادله کنند، بنابراین هرکدام اکنون یک وزارت متنوع شده بیشتر دارد.
در زمان حاضر فرصت‌های سرمایه‌گذاری متنوعی از طریق بورس اوراق بهادار، بورس کالا و همچنین سایتهای سرمایه‌گذاری در اختیار سرمایه‌گذاران ایرانی قرار می‌گیرد.

## نمونه‌ها
نمونه ساده از تنوع‌سازی به وسیلهٔ ضرب‌المثل تهیه شده «همه تخم مرغهایتان را در یک سبد نگذارید» یعنی «همه سرمایه خود را یک‌جا به خطر انداختن». تخم‌مرغ‌ها در سبد می‌شکنند. جایگاه هر تخم مرغ در یک سبد متفاوت تنوع بیشتری دارد. ریسک بیشتری برای ازدست دادن یک تخم مرغ وجود دارد، اما ریسک کمتری برای ازدست دادن همه آنهااست. در دارایی، یک نمونه از وزارت متنوع شده برای نگهداری تنها یک ذخیره‌است. این خطرناک است و آن غیرمعمول نیست که یک ذخیره ساده ۵۰ درصد در یک سال پایین بیاید. آن خیلی کمتر عمومی است برای یک وزارت که از۲۰ درصد ذخیره‌ها پایین بیایند بلکه بیشتر، و حتی آن‌ها تصادفی انتخاب شده باشند. اگر ذخیره‌های انتخاب شده باشند از یک صنایع متنوع، نوع و اندازه شرکت (مثل بعضی از رشد ذخیره‌ها و بعضی از ارزش ذخیره) آن هنوز کمتر محتمل است.
تنوع‌سازی بیشتر می‌تواند به‌وسیله سرمایه‌گذاری در ذخیره‌های کشورهای مختلف به‌دست بیاید، و در طبقه‌های دارائی مختلف مثل بانک‌ها، اوراق قرضه، دارائی واقعی، غرامت خصوصی، زیربنای اقتصادی و کالاهایی مثل نفت گرم و طلا.
بنابراین درنیمه سال ۱۹۷۰، آن بحث شد که تنوع جغرافیایی می‌تواند ریسک بیشتر عملکرد تولید را تعدیل کند. برای سرمایه‌گذاری یک بنگاه بزرگ توسط کاهش ریسک وزارت کلی زمانی که بعضی از نرخ‌های بالاتر عملکرد پیشنهادشده به وسیلهٔ بازارهای بیرونی آسیا و آمریکای لاتین گرفته شده.

## انواع سرمایه‌گذاری
به‌طور طبیعی برای ورود به هر عرصه‌ای باید با مفهوم آن پدیده آشنا شد، بنابراین قبل از هر چیز متقاضیان برای سرمایه‌گذاری باید با این مفهوم کلیدی آشنایی پیدا کنند. در یک تعریف عمومی سرمایه‌گذاری به وارد کردن پول و سرمایه نقدی به یک بازار و خرید محصولات آن بازار برای کسب سود و افزایش سرمایه اولیه گفته می‌شود. به عبارت دیگر سرمایه‌گذاری به زبان ساده یعنی تبدیل پول به چند نوع کالا یا دارایی که در حال حاضر مصرف نمی‌شود و افراد می‌خواهند با نگهداری آن برای مدتی در آینده از سوددهی آن بهره ببرند. از زمان پیدایش پول، سرمایه‌گذاری نیز مطرح شد. بشر به دلایلی اعم از تورم و گذر زمان که باعث کاهش ارزش دارایی می‌شود، نیاز به راهی پیدا کرد تا بتواند ارزش سرمایه خود را حفظ کند یا آن را افزایش دهد.
در گذشته بازارهای سرمایه‌گذاری محدود بود و به چند نوع اندک خلاصه می‌شد ولی کم‌کم به تعداد بازارهای سرمایه‌گذاری افزوده شد.

##### انواع سرمایه‌گذاری
1. بورس
2. بازار طلا و جواهرات
3. سپرده‌های بانکی
4. کالاهای فیزیکی
5. سهام
6. اوراق بدهی
7. صندوق‌های سرمایه‌گذاری
8. صندوق سرمایه‌گذاری قابل معامله (ETF)
9. صندوق سرمایه‌گذاری مختلط
10. گواهی شراکت تامین مالی جمعی یا سرمایه‌گذاری جمعی
11. بازار ارزهای دیجیتال

اخیراً بازار ارزهای دیجیتال نگاه بسیاری از کاربران بازار سرمایه را به سمت خود کشاند.
سودآوری بسیار، عدم محدودیت زمانی و مکانی، غیرمتمرکز بودن، عدم دخالت دولت و حکومت‌ها در آن، کارمزد بسیار کم و سرعت انتقال بالا و … از ویژگی‌های مهم این بازار شمرده می‌شوند که می‌توان آن‌ها را دلیل علاقه مردم و سرمایه‌گذاران به این بازار دانست.
== حداکثر تنوع ==
مزیت‌های مشخص شده از تنوع، کارشناسان بسیاری حداکثر تنوع را پیشنهاد کردند همچنین به صورت «خرید بازار وزارت» شناخته شده‌است. بدبختانه، تشخیص دادند که وزارت قابل فهم نیست. اولین تعریف از مدل نرخ دارائی عمده که بحث می‌کند می‌آید، حداکثر تنوعی که از خرید به نسبت سهم همه دارائی‌های موجود آمده. این عقیده اساسی شاخص سرمایه‌هااست.
یک ایراد بر آن وارد است آن به معنی خودداری سرمایه‌گذاری مانند آتیه‌هایی که موجود در عرضه خالص صفراست. دیگر این که آن وزارت به وسیلهٔ سهام قرضه که به بازار می‌آید معین می‌شود، به جای ارزش اقتصادی اساسی. در نهایت خرید به نسبت سهم‌ها به معنی آن است که اضافه وزن وزارت هر دارائی که بیش از اندازه بها داده شده و کم وزن هر دارایی که کم بها داده شده‌است. این سطر از بحث راهنمایی می‌کند به وزارت‌هایی که وزن داده شده‌اند برطبق برخی از تعریف‌ها از «ردپای اقتصادی» مثل دارائی‌های اساسی کل یا جریان نقدی سالیانه.
برابری ریسک اندیشه یک چاره است. این دارائی‌های وزنی نسبت به ریسک معکوس هستند، بنابراین وزارت ریسک برابر درهمه طبقه‌های دارائی دارد. این برای هردو در زمینه‌های نظری موجه‌است، و با بحث عملی ریسک آینده به منظور پیش‌بینی ارزش بازار آینده یا ردپای اقتصادی آسان است.